# Alcatraz (Band)
Alcatraz ist ein deutsches Rock-Crossover-Band-Projekt aus Hamburg. Es arbeitet hauptsächlich mit Fusionen kreativer Stile des Rock und Jazz.

## Überblick
Alcatraz bewegte sich in der Geschichte seit 1970 zwischen dem Status als Profi-Band und als Semi-Profi-Band.
Die Diskografie der Band begann 1971 mit der LP Vampire State Building beim Phillips-Konzern. Über die weiteren Jahre brachte die Band die Veröffentlichungen im eigenen Verlag heraus unter Einbeziehung bestehender Vertriebe. Zudem gab es auch LP-Veröffentlichungen in verschiedenen kleinen Independent-Verlagen.
Musikalisch lagen die Haupttendenzen anfänglich, von 1970 bis 1972, bei Einflüssen durch die englische Szene des progressiven Bluesrock und Jazzrock (Ten Years After, Keef Hartley Band, Savoy Brown, Remo Four, Taste, Colosseum, Soft Machine). Später folgten Einflüsse durch Frank Zappa, Jeff Beck, Mahavishnu Orchestra, King Crimson, Tony Williams’ Lifetime, Patto und Miles Davis.
Die Urbesetzung der ersten LP von Alcatraz – Rüdiger Berghahn (Gesang, Keyboard), Klaus Holst (Gitarre), Klaus Nagurski (Saxophon, Flöte), Ronny Wilson (Bass, Gesang) und Jan Rieck (Schlagzeug) – wurde von Manager Willy Jahnke bundesweit auf Festivals, in Theatern, gemieteten Großkinos und Kulturzentren präsentiert.

## Geschichte

### 1970er-Jahre
Die Band wurde im März 1970 auf der Hamburger Elbinsel Finkenwerder gegründet. Die wesentlichen stilistischen Phasen oder Meilensteine der Alcatraz-Geschichte liefen nach Wilsons und Nagurskis Abgängen in der ersten Hälfte der 1970er-Jahre mit Holst, Berghahn und Rieck als zentrale Musiker.
Dies führte u. a. zur Besetzung 1976 als Sextett mit zusätzlich Thomas Hockling als Sänger, wiederum Klaus Nagurski an Sax und Flöte (er wechselte später zur Klassik) sowie Klaus Hormann am Bass. Hier kam es zum ersten Mal zur Verwendung von überwiegend deutschen Texten seitens Hockling und Berghahn mit beißendem kabarettistischem und auch politischem Timbre.
Bis 1978 wurde es im Quartett an der Seite linker deutscher Bewegungen sowie speziell der Anti-Atom-Bewegung deutlich politischer, und die Band trat zudem auch in diesem Rahmen live auf.
Ab 1979 wendeten sich Holst und Rieck von dieser Ausrichtung ab. Berghahn verließ die Band. Man spielte ausschließlich Instrumental-Fusion, damals von der Szene bezeichnet als Jazz-Rock. Rainer Hansen kam dazu als Saxophonist und Flötist. Alcatraz kooperierte mit der damaligen Alternativ-Szene um Schneeball-Records und die Umsonst-und-Draußen-Betreiber mit Zentrum Porta Westfalica und den dazugehörenden Festivals.
Jan Rieck übernahm zusätzlich das Live-Management der Gruppe. Gleichzeitig engagierte man sich in der Rock-gegen-Rechts-Bewegung in Deutschland und verbündete sich mit den Musikern der englischen Rock-against-Racism-Initiative.

### 1980er-Jahre
Alcatraz gründete ab Anfang 1980er-Jahre eine Band-Kooperative in Holm bei Hamburg mit der R&B-Band „Mojo Baby“ (mit Thomas Hockling), Deutsch-Wave-Gruppe „Hinterbergers Wut“ (mit Dichter und Philosoph Norbert Hinterberger) und Reggae-Band „Hypertension“ (Johnny Huggins aus Kingston). Rieck spielte in allen vier Bands als Drummer und betrieb das Live-Management. Auch die Alcatraz-Musiker Holst, Jacob und Hansen spielten in den beteiligten Gruppen mit.
Die neue Alcatraz-Instrumentalphase startete neben Holst, Rieck und Hansen mit Ralf Twellmann (Bass) und der Live-LP Trockeneis zum Frühstück (1980 – Live im Onkel Pö in Hamburg sowie in Gütersloh). Die Holst-Kompositionen führten damals fast immer in experimentelle Improvisationen.
Im Jahr 1982 ersetzte Mike Kann als Bassist und Perkussion-Spieler den Bassisten Manfred Jacob sowie Rainer Hansen. Kann führte Stil-Elemente von Santana bis hin zu den brasilianischen und kubanischen Jazzern in das neue Trio ein. Man trat u. a. bundesweit auf großen Festivals in Erscheinung und spielte die LP Alcatraz No. 4 ein.
Mike Kann verließ 1984 für vier Jahre die Band. Auch Klaus Holst verabschiedete sich, und Jan Rieck musste erstmals die Band komplett neu aufstellen. Es kam von 1984 bis 1985 für nur ein Jahr zur völlig neu klingenden Gruppe mit Maik Walther (Gesang, Keyboard, Saxophon, Flöte), Stefan Peter (Keyboards), Mario Menzerolf (Gitarre, Sopransaxophon), Albrecht Kunschke (Bass, Gesang) und Jan Rieck (Schlagzeug) mit stilistischen Elementen von New Wave über David Bowie, King Crimson bis zu teilweise akustischem, freiem Jazz mit englischem und deutschem Gesang. Diese Besetzung veröffentlichte zwei Live-CDs in Menzerolfs punapau-Verlag: Last Tango und OstepAlive.
Ab 1986 kam der erneute komplette Umbruch mit einer fast reinen Jazz-Besetzung mit Hannes Wienert (Saxophon, Trompete) u. a. vom Hamburger Vollmond-Orchester und Mario Menzerolf, vorher Akustik-Jazz-Gitarrist und Sopran-Saxophon-Spieler, jetzt aber am Piccolo-Bass mit Jaco-Pastorius-Einflüssen. Hier kam es ebenfalls zu vier Live-CDs bei punapau (s. Diskografie).
Nachfolger dieser Besetzung wurde 1988 eine stärker Rock-orientierte Formation mit Sänger Peter Brandes, Phama John (Keyboard, Saxophon, Gesang) sowie mit den Rückkehrern Klaus Holst (Gitarre) und Mike Kann (Bass, Perkussion). Es gab in zwei Jahren diverse Auftritte in größeren norddeutschen Veranstaltungszentren.

### 1990er-Jahre
Phama, Kann und Rieck war der Stil auf Dauer zu konventionell. 1990 trennte man sich von Holst und Brandes und entwickelte Neu-Kompositionen, die stilistisch zwischen freiem Jazz, Speed-Punk und der Gothic-Lyrik von Waits und Cave lagen. Man traf auf den Gitarristen Matthias Petzel, der seinerseits Einflüsse einbrachte zwischen Punk/Wave und Frank Zappa.
1992 folgte die nächste stilistische Neuorientierung. Es lief durch die Zusammenarbeit zwischen Mike Kann und Jan Rieck auf die Dominanz dieses Duos hinaus. Man trat teilweise zu zweit auf, auch in Form von Multimedia-Kunstveranstaltungen, die genauso die Ölgemälde-Ausstellungen von Mike Kann in den Fokus stellten wie die Dichterlesungen von Jan Rieck und seine neu herausgebrachten Bücher (Heimatnovellen und Punk-Lyrik). Man baute zeitweise alte Freunde als musikalische Gäste mit ein.
Hier erscheint der Bläser des Jazz-Trios von 1986 bis 1988, Hannes Wienert, auf der CD Gothic-Jazz: Last Station, wo Mike Kann erstmals auch als Lead-Vocalist auftrat, zusammen mit seinem solistisch orientierten Effekt-Bass. Zudem fanden per Lesung von Rieck seine Gedichte Eingang in die Musikauftritte. Bei Live-Auftritten auf größeren Rock-Open-Air-Festivals erschien als dritter Mann wieder Klaus Holst.
Kann und Rieck erhielten dieses Multimedia-Konzept bis 1996. Dann traten auf Initiative von Rieck wieder härtere Rockelemente in den Mittelpunkt. Die Musik war vor allem beeinflusst von den neuen Rock-Stilen Grunge, Hard-Core, Thrash-Metal, Gothic, Rap-Crossover. Dass diese Elemente bei Alcatraz eine neue Fusion eingingen mit älteren Elementen (Crimson, Zappa, Stones) lag auch an der Rückkehr alter Mitglieder zu einer weiteren Neubesetzung: Phama John (Gesang, Saxophon), Klaus Holst (Gitarre), Matthias Petzel (Gitarre) sowie Mike Kann (Bass, Gesang) und Jan Rieck (Schlagzeug).
Man spielte die CD „Holm“ ein, ein Werk mit deutschen (Phama John) und englischen (Mike Kann) Texten. Phama John übernahm gleichzeitig die Studiotechnik und die gesamte Aufnahmeleitung. Es kam bei den Sound-Mixes zu Meinungsverschiedenheiten, und der gesamte Mix erstreckte sich so über zwei Jahre, was das Bandgefüge nicht überstand. Alcatraz trennte sich im Jahr der Herausgabe der CD Holm 1998.

### 2000er-Jahre
Anfang 2000 kamen Mike Kann und Jan Rieck wieder zusammen. Sie konnten als dritten Mann den wesentlich jüngeren Freiburger Jazz-Musiker David Wolf (Alt- und Baritonsaxophon, Perkussion) dazu gewinnen. Es kam zu Stücken, die nur zum Teil komponiert waren, im Wesentlichen aber auf verabredeten Musical Directions basierten. Das neue Alcatraz-Trio landete zur Jahreswende 2001–02 wieder im Studio von Lutz Rahn, und es folgte eine CD mit Elementen aus freien Jazz, Latin, Ringmodulationen, 70er Fusion und Gothic-Lyrik.
Danach zog es David Wolf als Musiklehrer mit seiner Familie zurück nach Freiburg (Baden). Kann und Rieck erledigten die Studio-Abmischung. Das Herausbringen der CD Sound Factory Session erfolgte erst im Jahre 2010. Kann und Rieck trennten sich 2002. Kann arbeitete noch für ein paar Jahre im Studio und nahm sich ab 2005 eine Auszeit.
Jan Rieck zog es nach einem beruflichen Crash im Frühjahr 2004 für ein Jahr nach Berlin, Anfang 2005 dann nach München. Dort traf er auf Thomas Hockling (siehe auch Alcatraz 1976), der mittlerweile aus beruflichen Gründen in Aalen (Schwäbische Alb) wohnte, dort seine Live-Musik machte und ein privates Studio betrieb (Hockling und Rieck hatten ihren ersten gemeinsamen Auftritt in Hamburg als 15-Jährige im Jahr 1966 auf einem Schulfest).
Alcatraz wurde in Aalen ab 2005 wieder als Duo geführt (mit zeitweiligen Gästen aus Ba-Wü an Bass oder Gitarre) mit Thomas Hockling (Gesang, Gitarre, Bass, Keyboard) und Jan Rieck (Schlagzeug). Während dieser Zusammenarbeit entstand die von Hockling initiierte und produzierte Drum-Solo-CD von Jan Rieck Alcatraz – Jan Rieck – Drums 2007. Eine stattliche Ansammlung von Aufnahmen von teilweise stilistischen Extremen aus dieser Zeit stehen bei Hockling noch zur Bearbeitung an.
Jan Rieck zog im März 2009 wieder zurück nach Hamburg-Finkenwerder und hat dort mit ehemaligen Musikern der Alcatraz-Vorläufer-Band von 1968 bis 1969, Jet Set Blues Band (Holger von Hardenberg, Ronny Wilson, Holger Cohrs), fast die alte 1968er-Besetzung wieder belebt. 2010 zog auch Thomas Hockling wieder an die Elbe, und Lutz Rahn hat sein neues Sound-Studio in Finkenwerder eröffnet.

### Ab 2010
Ende 2009 traf Jan Rieck beim Studiotest den Gitarristen Peter Brusch, der auch noch als Studiotechniker und Aufnahmeleiter der neuen Alcatraz-Besetzung beitrat. Bassist, Sänger und Alcatraz-Gründer Ronny Wilson kam nach fast vier Jahrzehnten Band-Abstinenz ebenfalls zurück, und das neue Trio war formiert.
Von 2010 bis 2011 spielte diese Trio-Besetzung fünf neue CDs ein. Im Mittelpunkt stand dabei die Konzept-CD „Rock Jazz Heavies“ mit Kompositionen der besonders in den 70ern dominierenden Fusion-Musiker wie Billy Cobham, Jeff Beck, King Crimson, Jack Bruce usw., die vom Trio neu arrangiert und erweitert wurden. Dazu kamen vier improvisierte Instrumental-CDs, die „Warm Ups / No. 1–4“.
Alcatraz ist seit 2009 als Mitgründer aktiv beteiligt an der Künstler-Kooperative „Kunstförderung Finkenwerder e.V.“ (www.kunstfoerderung-nord.de), in der Rockbands und andere Künstler und Initiativen an gemeinsamen Veranstaltungen und Festivals, speziell dem jährlich stattfindenden „TIDENHUB Open Air Rock Festival“ (www.tidenhub.org), arbeiten und sich gegenseitig in allen Bedarfsbereichen fördern.
Das Alcatraz-Projekt selbst entwickelt sich seitdem in mehreren stilistischen Parallel-Projekten, die einander unterstützen: Neben dem „Alcatraz / Rock Jazz Heavies Project“ baute man Anfang 2012 das „Alcatraz / Classic Rock Project“ auf. Dieses Projekt mit Brusch/Wilson/Rieck erhielt hierfür Zuwachs durch Lutz Rahn (Hammond-Orgel, ex Novalis) sowie wieder Peter Brandes (Gesang, siehe 1988–90). Dieses Projekt trat seitdem auf mit Interpretationen und Arrangements von konzertanten Kompositionen der späten 60er Jahre.
Ronny Wilson stieg Anfang 2013 aus beiden Projekten aus. Mike Kann kam nach
11-jähriger Pause wieder an Bord und spielt seitdem den Bass in allen Projekten. Frühjahr 2014 schied auch Peter Brandes wieder aus und wurde ersetzt durch Beate Jeroch (Gesang) und Guy Roberts (Gesang, Mundharmonika, Akustik-Gitarre) aus London. Roberts verließ die Band nach kurzer Zeit wieder.
Mit einigen Live-Auftritten des Trios David Wolf (Saxophon), Mike Kann und Jan Rieck wurde ab Anfang 2014 parallel das „Alcatraz / Grunge Jazz Project“ von 2002 wieder ins Leben gerufen.
Zudem steht ab Sommer 2014 die zweite Version von „Alcatraz / Gothic Jazz Project“ im Aufbau. Zu Kann und Rieck sind der Hamburger Prog-Gitarrist Thomas Kirschler sowie Keyboarder Bernd Nagurski (jüngerer Bruder von Klaus Nagurski) gestoßen. Auch Nagurski verließ die Band nach kurzer Zeit. Im musikalischen Mittelpunkt des verbleibenden Trios stehen neue Eigenkompositionen mit vielen ungeraden Takten und harten Prog-Riffs.
Kirschler ist gleichzeitig Leiter des Autorenverlages bipolar-ug, über den Produkte von Künstlern der Kunstförderung Finkenwerder, speziell die Alcatraz-Projekte und Kirschlers eigene Prog-Band „Razorking“, sowie die Malereien von Mike Kann und die Bücher von Jan Rieck laufen.
Ab Mitte 2015 wurde als weiteres Alcatraz-Parallel-Project das Trio „Alcatraz / Jazz Machine“ von Kann und Rieck gegründet mit dem neuen Mitmusiker André Czarnotta (Gitarre, E-Piano). Sporadisch will sich zu diesem Trio wieder David Wolf (Saxophone) aus Freiburg gesellen.
Das Projekt spielt hauptsächlich Jazz-Kompositionen von Ikonen wie John Coltrane, Herbie Hancock, John McLaughlin, Tony Williams, Dizzy Gillespie, McCoy Tyner. Jazzige Eigenkompositionen sowie ausufernde Improvisationen vervollständigen das Programm. Die erste CD beim bipolar-Verlag ist für Anfang 2018 in Planung.
Aufgrund der deutlichen stilistischen Unterschiede der Projekte beschlossen die Musiker des Alcatraz Classic Rock Project, mit dieser Band eine Namensänderung durchzuführen: „Isle of Classic Rock“. Natürlich bleibt die Gesamt-Kooperative ansonsten bestehen.

## Diskografie
- 1971: Vampire State Building (Vinyl, Philips / 2002, CD, longhairmusic)
- 1976: Made in Germania (Live) (bipolar)
- 1978: Energieprogramm in Rock (Vinyl, Reents/bipolar)
- 1980: Trockeneis zum Frühstück (Live) (Vinyl, bipolar)
- 1982: No. 4 (Vinyl / 2010, CD, bipolar)
- 1985: Open Step / Last Tango (punapau)
- 1985: Open Step / OstepAlive (punapau)
- 1987: WMR Trio / Flying Circus (punapau)
- 1987: WMR Trio / Holm Summit (punapau)
- 1987: WMR Trio / more cuts (punapau)
- 1988: WMR Trio / M.E.K-live (punapau)
- 1993: Gothic Jazz: Last Station (bipolar)
- 1998: Holm (bipolar)
- 2002: Sound Factory Session (bipolar)
- 2007: Jan Rieck - Drums (bipolar)
- 2010: Warm Ups - Vol. 1 (bipolar)
- 2010: Warm Ups - Vol. 2 (bipolar)
- 2010: Warm Ups - Vol. 3 (bipolar)
- 2010: Warm Ups - Vol. 4 (bipolar)
- 2011: Rock Jazz Heavies (bipolar)